# Glotzia plecopterorum
Glotzia plecopterorum är en svampart som beskrevs av Lichtw. 1990. Glotzia plecopterorum ingår i släktet Glotzia och familjen Legeriomycetaceae.   Inga underarter finns listade i Catalogue of Life.